# Jan Hruška (lední hokejista)
Jan Hruška (* 20. ledna 1986 Brno) je český hokejový útočník, hráč HC Tábor.
Vystudoval gymnázium v Brně. Je odchovancem brněnského klubu HC Kometa Brno. V juniorské kategorii působil v Liberci, Jablonci, krátce také ve Vsetíně. Po angažmá v prvoligovém klubu HC VCES Hradec Králové strávil sezónu 2011/2012 ve Skalici. V létě 2012 se vrátil do svého mateřského oddílu HC Kometa Brno, kde působil do poloviny ledna 2020. Poté byl jako poslán na hostování do Vítkovic, kterým pomáhal se záchranou v Extralize a klub si velice oblíbil a ihned prodloužil o další dva roky.